# Gunung Kapur (berg i Indonesien, Aceh, lat 2,95, long 97,66)
Gunung Kapur är ett berg i Indonesien.   Det ligger i provinsen Aceh, i den västra delen av landet, 1 400 km nordväst om huvudstaden Jakarta. Toppen på Gunung Kapur är 1 059 meter över havet, eller 73 meter över den omgivande terrängen. Bredden vid basen är 0,65 km.
Terrängen runt Gunung Kapur är huvudsakligen kuperad, men åt sydost är den bergig. Runt Gunung Kapur är det ganska glesbefolkat, med 27 invånare per kvadratkilometer. I omgivningarna runt Gunung Kapur växer i huvudsak städsegrön lövskog.